# Wálter Flores
Wálter Alberto Flores Condarco (ur. 29 października 1978 w Oruro) – boliwijski piłkarz występujący najczęściej na pozycji środkowego pomocnika, obecnie zawodnik Bolívaru.

## Kariera klubowa
Flores pochodzi z miasta Oruro i jest wychowankiem tamtejszego zespołu San José. W jego barwach zadebiutował w Liga de Fútbol Profesional Boliviano w sezonie 2000. W zespole tym spędził aż sześć lat, jednak nie odniósł z nim większych sukcesów. Latem 2006 przeszedł do drużyny Real Potosí, gdzie występował przez pół roku i w rozgrywkach Clausura wywalczył z nią wicemistrzostwo Boliwii. W późniejszym czasie przeszedł do The Strongest, którego zawodnikiem był przez okres dwóch lat.
Wiosną 2009 Flores został graczem najbardziej utytułowanej ekipy w ojczyźnie – Bolívaru. Już podczas premierowego sezonu w nowym zespole – Apertura 2009 – osiągnął pierwsze w karierze mistrzostwo kraju, a pół roku później, w rozgrywkach Clausura, wywalczył wicemistrzostwo. Drugi z wymienionych sukcesów odniósł także w fazie Clausura 2010, natomiast podczas sezonu Adecuación 2011 po raz drugi został mistrzem Boliwii. W 2010 roku wziął udział w pierwszym międzynarodowym turnieju w karierze – Copa Libertadores, odpadając jednak z Bolívarem już w fazie grupowej.
| Sezon     | Klub          | Kraj    | Rozgrywki | Mecze | Bramki |
| --------- | ------------- | ------- | --------- | ----- | ------ |
| 2000      | CD San José   | Boliwia | LFPB      | 0     | 0      |
| 2001      | CD San José   | Boliwia | LFPB      | 0     | 0      |
| 2002      | CD San José   | Boliwia | LFPB      | 38    | 0      |
| 2003      | CD San José   | Boliwia | LFPB      | 26    | 0      |
| 2004      | CD San José   | Boliwia | LFPB      | 34    | 0      |
| 2005      | CD San José   | Boliwia | LFPB      | 23    | 1      |
| 2006      | CD San José   | Boliwia | LFPB      | 19    | 1      |
| 2006      | Real Potosí   | Boliwia | LFPB      | 15    | 0      |
| 2007      | The Strongest | Boliwia | LFPB      | 37    | 1      |
| 2008      | The Strongest | Boliwia | LFPB      | 27    | 1      |
| 2009      | Club Bolívar  | Boliwia | LFPB      | 29    | 0      |
| 2010      | Club Bolívar  | Boliwia | LFPB      | 30    | 0      |
| 2011/2012 | Club Bolívar  | Boliwia | LFPB      |       |        |

## Kariera reprezentacyjna
W seniorskiej reprezentacji Boliwii Flores zadebiutował jeszcze jako zawodnik CD San José, w 2004 roku. Wówczas także znalazł się w ogłoszonym przez selekcjonera Ramiro Blacutta składzie na turniej Copa América, gdzie jednak odpadł już w fazie grupowej. Wystąpił w dwóch meczach wchodzących w skład eliminacji do Mistrzostw Świata 2006, na które Boliwijczycy się nie zakwalifikowali, podobnie jak na Mistrzostwa Świata 2010, do których Flores rozegrał siedem meczów eliminacyjnych.
W 2011 roku został powołany przez trenera Gustavo Quinterosa na kolejny turniej Copa América, gdzie jego kadra narodowa ponownie nie zdołała wyjść z grupy. Premierowego gola w reprezentacji Flores strzelił 11 października 2011 w przegranym 1:2 spotkaniu z Kolumbią, wchodzącym w skład kwalifikacji do Mistrzostw Świata 2014.